# Offutt Pinion
Offutt Pinion, född 23 mars 1910 i Floyd County i Kentucky, död 30 september 1976 i Contra Costa County i Kalifornien, var en amerikansk sportskytt.
Pinion blev olympisk bronsmedaljör i fripistol vid sommarspelen 1956 i Melbourne.